# 拉姆普尔巴瓦尼普尔
拉姆普尔巴瓦尼普尔（Rampur Bhawanipur），是印度北方邦Barabanki县的一个城镇。总人口11303（2001年）。

## 人口
该地2001年总人口11303人，其中男性5908人，女性5395人；0—6岁人口2137人，其中男1067人，女1070人；识字率36.03%，其中男性为43.11%，女性为28.27%。